# Georg Voigt
Pour les articles homonymes, voir Voigt.
Georg Voigt, né le 5 avril 1827 à Königsberg, en province de Prusse et mort le 18 août 1891 à Leipzig, est un historien allemand. Georg Voigt est avec l'historien allemand Jacob Burckhardt, les fondateurs d'une recherche moderne sur la période de la Renaissance.

## Biographie
Georg Voigt est le fils de l'historien allemand Johannes Voigt. En 1854, il obtint le doctorat d'histoire à l'Université de Königsberg avec une thèse sur la vie du général athénien Alcibiade. Il travailla avec Heinrich von Sybel à l'Académie bavaroise des sciences. En 1859, avec son collègue Sybel, ils fondent la revue historique allemande Historische Zeitschrift.
En 1860, il est nommé professeur d'histoire à Rostock sur recommandation de Sybel. En 1866, il est nommé professeur à l'Université de Leipzig. Dès 1870, d'après l'historien et égyptologue Eduard Meyer, Georg Voigt développa un diabète sévère qui lui fit perdre son audition et affecta, année après année, son état de santé général et son métier d'enseignant. Georg Voigt mourut en 1891 de cette maladie.

## Travaux
Georg Voigt est avec l'historien allemand Jacob Burckhardt, les fondateurs d'une recherche moderne sur la période de la Renaissance. Ses travaux portent sur le domaine de l'humanisme des 15e et 16e siècles et sur l'évènement historique de la Guerre de Smalkalde. Contrairement à Jacob Burckhardt qui analyse la Renaissance et l'humanisme à partir de la période italienne de la fin du Moyen Âge, Georg Voigt fait partir ses recherches dès la Rome antique et Cicéron.

## Sources
- Biographie de Georg Voigt sur Wikisource
- Mario Todte, Georg Voigt (1827-1891). Pionier der historischen Humanismusforschung. Leipziger Universitäts-Verlag, Leipzig 2004  (ISBN 3-937209-22-0)
- Mario Todte,Georg Ludwig Voigt (182-1891): Eine kritische Nachlese, München 2013.  (ISBN 978-3-656-53544-7)
- Paul Frederick Grendler (de), "Georg Voigt: Historian of Humanism", in: Humanism and Creativity in the Renaissance: Essays in Honor of Ronald G. Witt, hrsg. von Christopher S. Celenza und Kenneth Gouwens, Leiden 2006, S. 295–326.  (ISBN 90-04-14907-4)